# Andropadus
Andropadus es un género de aves paseriformes perteneciente a la familia Pycnonotidae.

## Especies
Actualmente el género contiene una sola especie:
- Andropadus importunus – bulbul de Zanzíbar.

Pero anteriormente se clasificaban en él las siguientes especies ahora repartidas por otros géneros de la familia:
- Andropadus masukuensis.
- Andropadus kakamegae.
- Andropadus montanus.
- Andropadus tephrolaemus.
- Andropadus kikuyuensis.
- Andropadus nigriceps.
- Andropadus neumanni.
- Andropadus fusciceps.
- Andropadus chlorigula.
- Andropadus milanjensis.
- Andropadus olivaceiceps.
- Andropadus striifacies.
- Andropadus virens.
- Andropadus gracilis.
- Andropadus ansorgei.
- Andropadus curvirostris.
- Andropadus gracilirostris.
- Andropadus latirostris.